# Cassiopidae
Cassiopidae zijn een uitgestorven familie van weekdieren uit de klasse van de Gastropoda (slakken).

## Taxonomie
Het volgende geslacht is bij de familie ingedeeld:
- † Cassiope Coquand, 1865
  - =  † Glauconia Stoliczka, 1868